# 保安及護衞業管理委員會
保安及護衞業管理委員會（英語：Security and Guarding Services Industry Authority，縮寫：SGSIA）是於1995年6月1日根據《保安及護衞服務條例》的規定而成立的香港公營機構，主要職責是審批保安公司牌照、訂定保安公司牌照以及保安人員許可證的發牌準則和條件。
保安及護衛業管理委員會秘書處設立於九龍觀塘鯉魚門道12號東九龍政府合署8字樓813室。

## 組織
保安及護衞業管理委員會由1名主席和6名委員所組織而成的，包括由行政長官所委任的主席和5名成員，及1名由保安局局長所委派的代表。保安及護衞業管理委員會有設立秘書處，負責日常的行政及支援等事務。
委員會主要有以下兩項功能：
- 制定保安公司牌照及保安人員許可證的發牌準則和發牌條件
- 考慮保安公司牌照申請及作出決定

保安及護衞業管理委員會是以下獎勵計劃的支持機構:
- 保安服務最佳培訓獎選舉
- 最佳保安服務選舉

保安培訓課程認可計劃
質素保證系統
- 香港資歷架構的「過往資歷認可」計劃 在保安及護衞業推行
- 保安服務業訓練委員會認可為符合質保系統標準的合資格導師可順利過渡

## 歷任主席
- 葉振南，BBS
- 湛家雄，JP
- 羅孔君，JP [2]

## 歷史
保安及護衛業管理委員會於1995年6月1日根據《保安及護衞服務條例》的規定成立。
2004年1月起，保安及護衛業管理委員會委託職業訓練局保安服務業訓練委員會為保安培訓課程認可計劃訂立質素保證系統，所有認可培訓課程修業期不少於16小時及必須不逾8日的期限完成，考試合格後，可以獲得認可舉辦課程的機構頒發證書。
2012年3月28日，保安及護衞業管理委員會修改規例，將認可訓練課程證書有效期由3年延長至5年。

## 相關團體
- 警察牌照課
- 香港保安專業學會 （页面存档备份，存于）

```
 香港保安專業學會幹事會架構(2023-2025)
```

主席:劉浩榮先生, 幹事:鄭韋諾博士
- 香港護衛及物業管理從業員總會 （页面存档备份，存于）

```
 香港護衛及物業管理從業員總會理事會架構(2023-2025)
```

主席:麥億昌博士, 理事:鄭韋諾博士